# Teatro Politeama (Canelones)
El Complejo Cultural Politeama Teatro Atahualpa del Cioppo es un complejo cultural y teatral de la ciudad de Canelones, Uruguay. Se encuentra ubicado en la calle semi-peatonal Tomás Berreta de dicha ciudad entre calles Florencio Sánchez y Treinta y Tres.

## Historia
Fue inaugurado el 26 de marzo de 1921. Su nombre proviene del griego, en el que polis significa muchos, y teama, temas; es decir: muchos temas. Esta sala ha hecho honor a su nombre desde su inauguración ya que en ella se han presentado desde espectáculos de ópera, zarzuela, representaciones teatrales, conciertos, actos culturales, funciones de cine, conferencias, exhibiciones gimnásticas y acrobáticas así como competencias de boxeo. Fue sede de exitosos bailes y en él se presentaron importantes circos ya que el escenario, desmontable, dejaba lugar a una pista de arena.

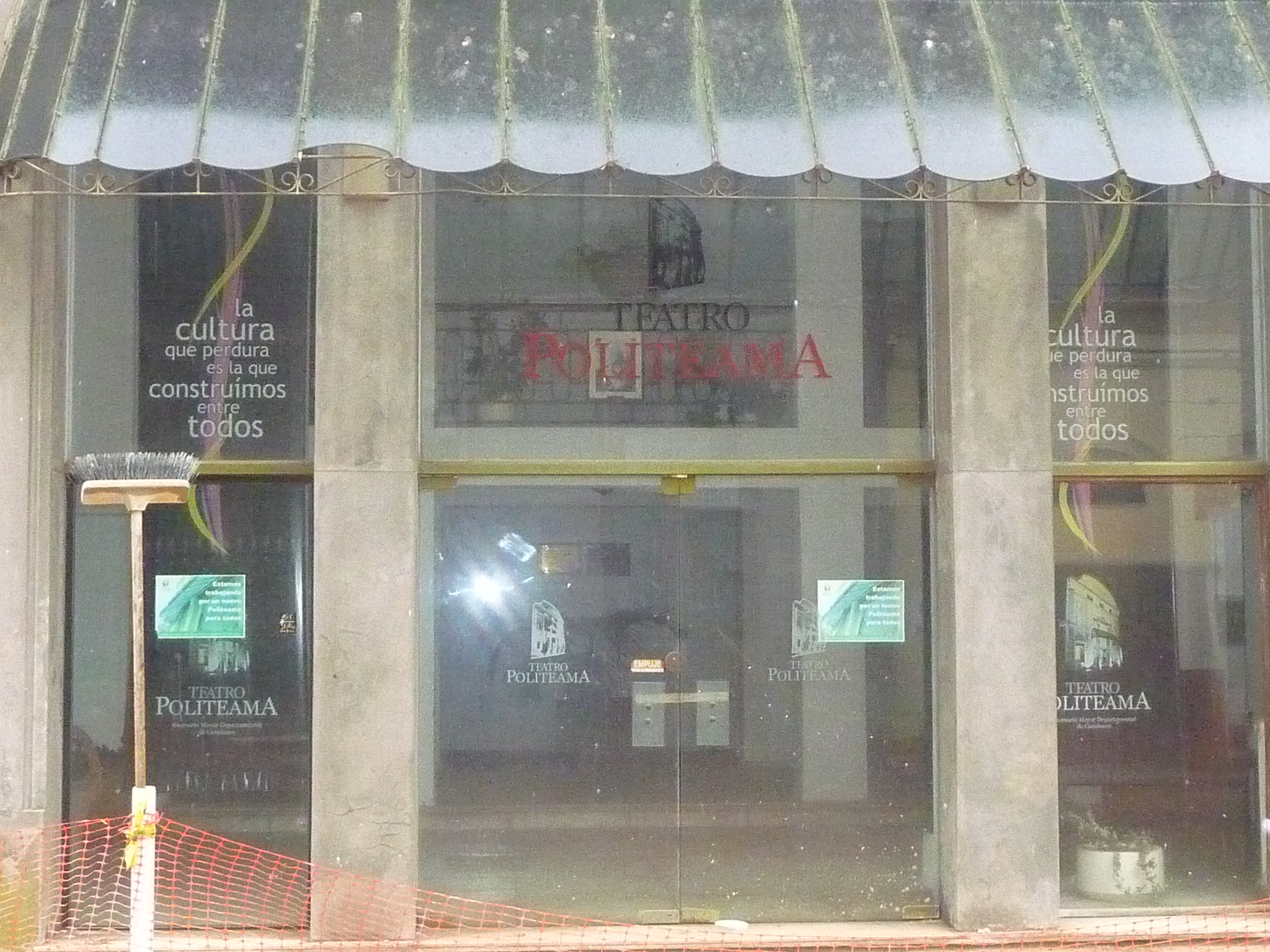
Frente del teatro Politeama.

La construcción de la sala comenzó en 1919 cuando los socios de la empresa que gestionaba el Cinema Colón, viendo que la afluencia de público aumentaba, compraron el terreno baldío que se encontraba enfrente de dicha sala con el fin de construir una sala más espaciosa y confortable. Contaba inicialmente con una capacidad de 750 localidades y sus completas instalaciones permitieron que se presentaran en él importantes compañías nacionales e internacionales.

## Primera reinauguración
En el marco de los festejos por el bicentenario de la ciudad de Canelones en 1983, la sala fue adquirida por la Intendencia Municipal de Canelones reinaugurando la misma el día 17 de diciembre del mismo año.
En esa gala actuaron la Banda Municipal de Tala (Dir. César Camejo), Teatro de Canelones (Dir. Héctor Gamba), el Coro Municipal (Dir. Kidie D'Elía), y el Ballet Folklórico Municipal (Eduardo Barca - solista) acompañado por la Orquesta Municipal, la misma bajo la dirección de Dalmiro Jover.
Desde agosto de 2013 a septiembre del 2014, el teatro se encontró cerrado por reformas edilicias y actualmente brinda funciones con total normalidad. Desde su apertura, el complejo fue designado por el Gobierno departamental como Complejo Cultural Piloteama Teatro Atahualpa del Cioppo, en honor al célebre director teatral, oriundo de dicha ciudad.
Tras su reapertura, desde mediados del 2014 y 2015 se han presentado espectáculos de distintos géneros teatrales como comedia, drama, musical, ballet, etc. Una de las obras teatrales con total producción en Canelones fue El Empresario, la opera de Mozart dirigida por Leonel Dardano.
Artistas nacionales, internacionales y de la misma localidad se han presentado en esta sala como Franklin Rodríguez, Pepe Vázquez, Malena Muyala, Laura Canoura, Larbanois & Carrero, Petru Valensky, Diego Delgrossi, Ines Estévez, Dady Brieva, Facundo Arana, etc conjuntos de carnaval como por ejemplo Sociedad Anónima, entre otros. De la misma localidad se han presentado artistas de todo tipo y género como bandas musicales, cantantes, actores y grupos que tengan cualquier tipo de manifestación cultural, por ejemplo, Guadalupe Romero (cantante), Leandro Trasante (comediante), elencos teatrales, espectáculos circenses etc.
En junio de 2022 fue declarado Monumento Histórico Nacional por la Comisión de Patrimonio Cultural de la Nación.

## Complejo
El complejo cuenta con dos amplias salas de espectáculos, la sala principal, la llamada Sala Atahualpa del Cioppo consta de un total de 291 butacas en platea, 22 localidades en la tertulia baja y 25 localidades en tertulia alta. Mientras que la sala Beto Satragni tiene una capacidad para 54 espectadores.